# المستشفى الجزائري العسكري (خان يونس)
المستشفى الجزائري التخصصي العسكري هو مستشفى أقيم في محافظة خان يونس في مدينة عبسان الكبيرة. يقدم خدماته للمواطنين كافة مدنيين عسكريين، وفيه العيادات الخارجية التي تعمل يومياً على مدار الأسبوع، وهي كالتالي (الأسنان- العظام- القلب- العيون- الجراحة - الأعصاب- النساء والولادة).

## أقسام المشفى
المسالك البولية، الأنف والأذن والحنجرة، الجلدية، العيون، المناظير.

## المصدر
- وزارة الصحة الفلسطينية: دليل الخدمات الصحية 2011 م.